# المپیاد جهانی زیست‌شناسی
المپیاد جهانی زیست‌شناسی رقابتی است بین آن گروه از دانش‌آموزان دبیرستانی که رتبه‌های برتر را در المپیادهای زیست‌شناسی کشورهای خود به دست آورده‌اند. آنان در این رقابت خلاقیت و مهارت‌های حل مسایل زیستی خود را به آزمون می‌گذارند.

## اهداف
المپیاد جهانی زیست‌شناسی می‌کوشد دانش‌آموزان با استعداد و توانای کشورهای عضو را با یکدیگر آشنا و به رشتهٔ زیست‌شناسی علاقه‌مند کند.

## چگونگی شرکت
هر کشور عضو می‌تواند هر سال حداکثر ۴ دانش‌آموز را که در المپیادهای زیست‌شناسی کشوری به بالاترین رتبه‌ها دست یافته‌اند، به المپیاد جهانی که سالی یک بار در یکی از کشورهای عضو برگزار می‌شود، اعزام کند. برای مثال در ایران از بین هشت نفری که مدال طلای المپیاد کشوری را به دست آورده‌اند تنها چهار نفر که در آزمون‌های باشگاه دانش پژوهان جوان امتیاز بالا آورده‌اند، به عضویت تیم ملی المپیاد زیست‌شناسی در می‌آیند.

## المپیاد جهانی از ابتدا تاکنون
| ردیف | سال  | کشور میزبان                                            | شهر برگزاری  | تاریخ برگزاری | تعداد کشورها                                      | تعداد دانش‌آموزان |
| ---- | ---- | ------------------------------------------------------ | ------------ | --- | ------------------------------------------------- | ---------------- |
| ۱    | ۱۹۹۰ | چکسلواکی (سابق)                                        | اولوموک      | ۱تا۷ژوئیه | ۶                                                 | ۲۲               |
| ۲    | ۱۹۹۱ | شوروی (سابق)                                           | ماچاتسکالا   | ۱تا۷ژوئیه | ۶                                                 | -                |
| ۳    | ۱۹۹۲ | چکسلواکی (سابق)                                        | پوپراد       | ۶تا۱۲ژوئیه | ۱۲                                                | ۵۲               |
| ۴    | ۱۹۹۳ | هلند                                                   | اوترشت       | ۴تا۱۱ژوئیه | ۱۵                                                | ۵۰               |
| ۵    | ۱۹۹۴ | بلغارستان                                              | وارنا        | ۳تا۱۰ژوئیه | ۱۸                                                | -                |
| ۶    | ۱۹۹۵ | تایلند                                                 | بانکوک       | ۲تا۹ژوئیه | ۲۲                                                | -                |
| ۷    | ۱۹۹۶ | اوکراین                                                | آرتک         | ۳۰ ژوئن تا۷ژوئیه | ۲۳                                                | -                |
| ۸    | ۱۹۹۷ | ترکمنستان                                              | عشق آباد     | ۱۳تا۲۰ژوئیه | ۲۸                                                | ۱۰۶              |
| ۹    | ۱۹۹۸ | آلمان                                                  | کیل          | ۱۹تا۲۶ژوئیه | ۳۳                                                | ۱۳۱              |
| ۱۰   | ۱۹۹۹ | سوئد                                                   | اوپسالا      | ۴تا۱۱ژوئیه | ۳۶                                                | ۱۳۴              |
| ۱۱   | ۲۰۰۰ | ترکیه                                                  | آنتالیا      | ۹تا۱۶ژوئیه | ۳۸                                                | ۱۵۰              |
| ۱۲   | ۲۰۰۱ | بلژیک                                                  | بروکسل       | ۸تا۱۵ژوئیه | ۳۸                                                | ۱۵۱              |
| ۱۳   | ۲۰۰۲ | لتونی                                                  | ریگا\یورمالا | ۷تا۱۴ژوئیه | ۴۰                                                | ۱۵۵              |
| ۱۴   | ۲۰۰۳ | روسیهٔ سفید                                             | مینسک        | ۸تا۱۶ژوئیه | ۴۱                                                | ۱۶۳              |
| ۱۵   | ۲۰۰۴ | استرالیا                                               | بریزبن       | ۱۱تا۱۸ژوئیه | ۴۰                                                | ۱۵۹              |
| ۱۶   | ۲۰۰۵ | چین                                                    | بی‌جینگ       | ۱۰تا۱۷ژوئیه | ۵۸                                                | ۲۷۷              |
| ۱۷   | ۲۰۰۶ | آرژانتین                                               | ریوکوارتو    | ۹تا۱۶ژوئیه | ۴۸                                                | ۱۸۵              |
| ۱۸   | ۲۰۰۷ | کانادا بایگانی‌شده در ۵ ژوئیه ۲۰۱۷ توسط Wayback Machine | ساسکاتون     | ۱۵تا۲۲ژوئیه | ۴۹                                                | ۱۹۲              |
| ۱۹   | ۲۰۰۸ | هندوستان                                               | بمبئی        | ۱۳تا۲۰ژوئیه | ۵۵                                                | ۲۲۰              |
| ۲۰   | ۲۰۰۹ | ژاپن                                                   | تسوکوبا      | ۱۲تا۱۹ژوئیه | ۵۶                                                | ۲۲۱              |
| ۲۱   | ۲۰۱۰ | کرهٔ جنوبی                                              | چن وون       | ۱۱تا۱۸ژوئیه | ۵۸                                                | ۲۳۳              |
| ۲۲   | ۲۰۱۱ | تایوان                                                 | تایپه        | ۱۰تا۱۷ژوئیه | ۵۸                                                | ۲۲۷              |
| ۲۳   | ۲۰۱۲ | سنگاپور                                                | سنگاپور      | ۸تا۱۵ژوئیه | ۵۹                                                | ۲۳۹              |
| ۲۴   | ۲۰۱۳ | سوئیس                                                  | برن          | ۱۴تا۲۱ژوئیه | ۶۲                                                | ۲۳۹              |
| ۲۵   | ۲۰۱۴ | اندونزی                                                | بالی         | ۶تا۱۳ژوئیه | ۶۱                                                | ۲۳۸              |
| ۲۶   | ۲۰۱۵ | دانمارک                                                | آرهوس        | ۱۲تا۱۹ژوئیه | ۶۱                                                | ۲۳۹              |
| ۲۷   | ۲۰۱۶ | ویتنام                                                 | هانوی        | ۱۷تا۲۴ژوئیه | ۶۸                                                | ۲۵۲              |
| ۲۸   | ۲۰۱۷ | انگلستان                                               | وارویک       | ۲۳تا۳۰ژوئیه | ۶۴                                                | ۲۴۵              |
| ۲۹   | ۲۰۱۸ | ایران                                                  | تهران        | ۱۵تا۲۲ژوئیه | ۷۰                                                | ۲۴۵              |
| ۳۰   | ۲۰۱۹ | مجارستان                                               | سگد          | ۱۴تا۲۱ژوئیه | ۷۸                                                | ۲۸۵              |
| ۳۱   | ۲۰۲۰ | ژاپن                                                   | ناگازاکی     | به دلیل بیماری کرونا، رقابت مجازی IBO Challenge I 2020 و یک پروژه علمی مبتنی بر کار گروهی جایگزین آن شد. کل مسابقه از ۱۱ تا ۲۴ اوت برگزار شد | ۴۷ در هر دو رقابت‌ها (+۵ فقط در پروژه گروهی جهانی) | ۱۸۶              |
| ۳۲   | ۲۰۲۱ | پرتغال                                                 | لیسبون       | به دلیل بیماری کرونا، رقابت مجازی 2021 IBO Challenge II جایگزین آن شد. کل مسابقه از ۱۸ تا ۲۳ ژوئیه برگزار شد.                                | ۷۲                                                | ۲۷۹              |
| ۳۳   | ۲۰۲۲ | ارمنستان                                               | ایروان       | ۱۰تا۱۸ژوئیه | ۶۶                                                | ۲۳۷              |
| ۳۴   | ۲۰۲۳ | امارات متحده عربی                                      | العین        | ۳تا۱۱ژوئیه | ۷۹                                                | ۲۹۳              |
| ۳۵   | ۲۰۲۴ | قزاقستان                                               | آستانه       | ۷تا۱۴ژوئیه | ۷۷                                                | ۲۸۶              |
| ۳۶   | ۲۰۲۵ | فیلیپین                                                | کزون سیتی    | ۲۰تا۲۷ژوئیه |                                                   |                  |
| ۳۷   | ۲۰۲۶ | لیتوانی                                                | ویلنیوس      | ۱۲تا۱۹ژوئیه |                                                   |                  |
| ۳۸   | ۲۰۲۷ | لهستان                                                 | ورشو         | |                                                   |                  |
| ۳۹   | ۲۰۲۸ | هلند                                                   |              | |                                                   |                  |
| ۴۰   | ۲۰۲۹ | جمهوری چک                                              |              | |                                                   |                  |

## ایران در المپیاد جهانی زیست‌شناسی
ایران از سال ۱۹۹۸ رسماً به عضویت المپیاد جهانی درآمده و از سال ۱۹۹۹ تا سال ۲۰۰۷ تحت سرپرستی دکتر محمد کرام الدینی، از آن پس تا سال ۲۰۲۳ به سرپرستی دکتر سامان حسینخانی و از سال ۲۰۲۳ تا کنون به سرپرستی دکتر محمد نوروزی به‌طور منظم در این رقابت‌ها شرکت کرده و هر بار با کسب تعدادی مدال به کشور بازگشته‌است. فهرست مدال‌ها در صفحهٔ المپیاد زیست‌شناسی ایران وجود دارد.